# ELNA
ELNA公司（日語：エルナー株式会社）是一間位於日本神奈川縣橫濱市的電子公司，製作印刷電路板等電子物品。分為電容器事業本部和印刷回路事業本部。也是東京證券交易所上市公司之一。

## 沿革
- 1934年 - ELNA電子公司開始生產及販售鋁電容器。
- 1937年5月 - 公司成立（太陽Straight公司）。
- 1960年2月 - 印刷電路板開始生產、販售。
- 1968年3月 - 與ELNA電子公司合併。
- 1970年6月 - 商號改為ELNA公司。
- 1970年12月 - 在東京證券交易所第2部上市。
- 1977年3月 - 設立在美國的販售公司ELNA美國公司。
- 1984年8月 - 旭硝子公司成為第一大股東（現在的主要股東）。
- 2006年4月 - 日本產業第二號投資事業有限責任組合取代其他公司成為第一大股東。

## 外部連結
- エルナー株式会社（页面存档备份，存于）